# Ochi-Tag

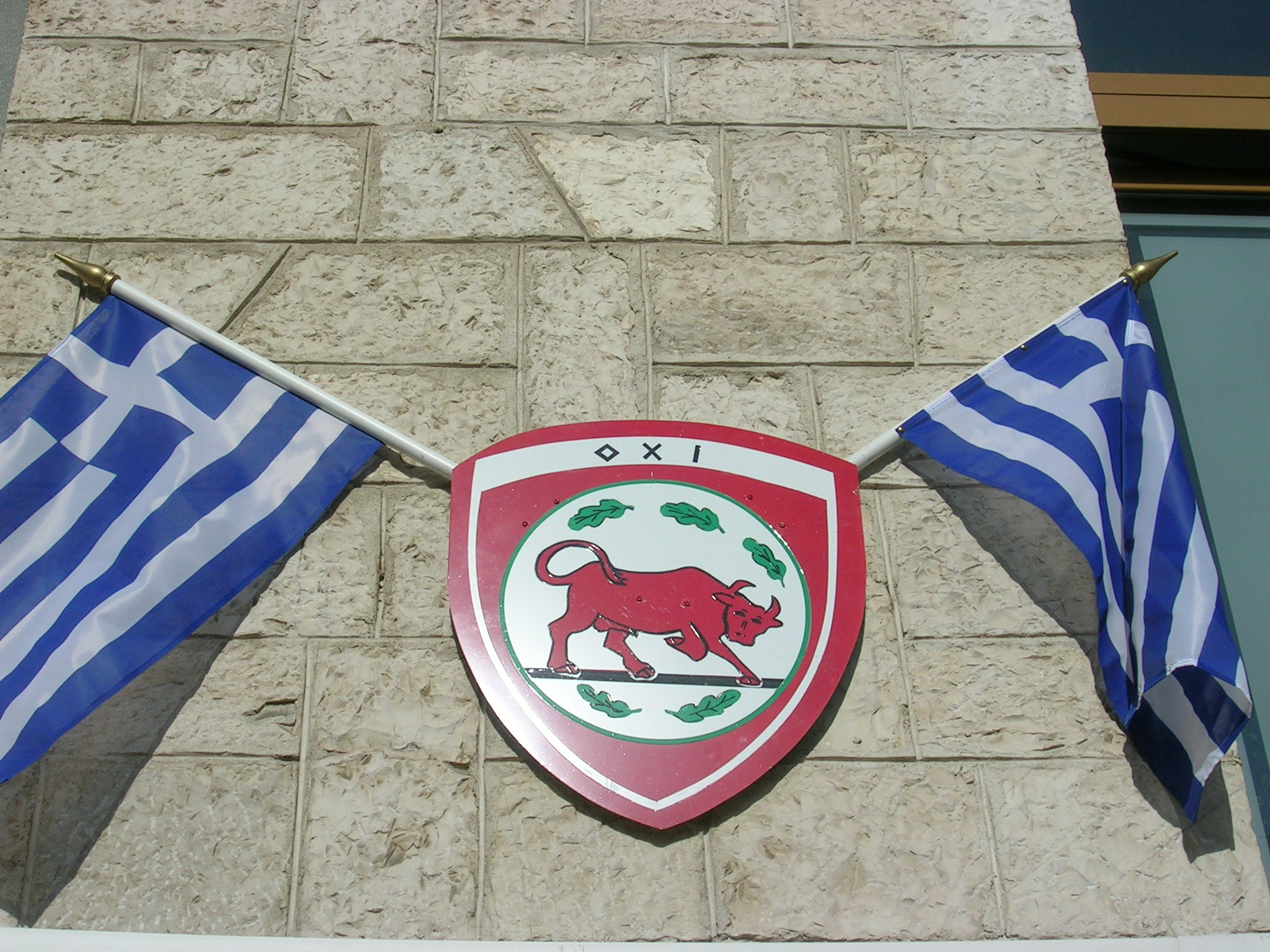
Griechische Flaggen und Wappen der 8. Infanterie-Division, die der italienischen Invasion als erste griechische Einheit entgegenstand, mit dem Wort όχι am Ochi-Tag

Der Ochi-Tag (griechisch Επέτειος του «Όχι» Epétios tou „Ochi“, „Jahrestag des ‚Nein‘“) ist ein jährlicher Feiertag, der am 28. Oktober in Griechenland (und als Gedenktag in der Griechischen Diaspora) begangen wird. Hintergrund ist die Ablehnung des von Benito Mussolini am 28. Oktober 1940 an Griechenland gestellten Ultimatums vor dem Beginn des Griechisch-Italienischen Krieges.

## Geschichtlicher Hintergrund und Motive
Am 7. April 1939 wurde Albanien von den Italienern besetzt. Dies war eine Vorwarnung in Richtung Griechenland. Um sicher zu sein, dass die griechische Politik diese Botschaft verstanden hatte, ließ Mussolini am 15. August 1940 im Hafen der Insel Tinos den Leichten Kreuzer Elli, der dort wegen der Feierlichkeiten am Muttergottestag geankert hatte, durch das italienische U-Boot Delfino unter dem damaligen Kommandanten Giuseppe Aicardi torpedieren. Infolgedessen sank die Elli unter dem Verlust von neun Leben. Die Überreste des später aufgefundenen Torpedos konnten nach der Untersuchung des Vorfalls eindeutig einem italienischen Fabrikat zugeordnet werden, womit eine italienische Urheberschaft des Untergangs sehr wahrscheinlich war. Der  Diktator Ioannis Metaxas wollte dennoch sein Land im Zweiten Weltkrieg neutral halten und reagierte daher auf diese Provokation nicht.
Mussolini deutete diese Zurückhaltung als Schwäche. Gleichzeitig fühlte er sich gekränkt, nie in Angriffspläne Hitlers involviert gewesen zu sein: „Dieser Hitler stellt mich immer vor vollendete Tatsachen, diesmal zahle ich es ihm mit gleicher Münze heim“, sagte er dem Außenminister Galeazzo Ciano.

## Vorbereitungen
Einem engen Kreis von Mitarbeitern präsentierte Mussolini am 15. Oktober 1940 seine Angriffspläne gegen Griechenland. Anwesend waren Galeazzo Ciano, Pietro Badoglio, Francesco Jacomoni und Sebastiano Visconti Prasca. Argumente waren die zahlenmäßige Überlegenheit von 70.000 zu 30.000 Soldaten und die Verfügbarkeit von gepanzerten Fahrzeugen und von Flugzeugen. Nach der Einnahme des Epirus sollte Thessaloniki und anschließend Athen eingenommen werden. Auch mit Francisco Franco tauschte er sich über einen Angriff gegen Griechenland aus, der ihm jedoch abriet. Franco hatte sich am 23. Oktober 1940 mit Hitler getroffen.
Öffentlich vertrat Mussolini die Haltung, bevorzugt einen Angriff im westlichen Mittelmeer gegen die Briten anzustreben, ebenso wurde die Freundschaft zu Griechenland propagiert. So veranstaltete die italienische Botschaft in Athen in der Nacht vom Samstag, den 26. auf den 27. Oktober 1940 eine Operngala. Aufgeführt wurde Giacomo Puccinis Oper Madame Butterfly. Der italienische Botschafter Emanuele Grazzi toastete mit Metaxas und dem griechischen König Georg auf die griechisch-italienische Freundschaft. Anschließend wurde eine Torte gebracht, welche die Inschrift „Lang lebe Griechenland“ trug.

## Das italienische Ultimatum
Um kurz nach drei Uhr morgens am Montag, den 28. Oktober 1940, suchte der italienische Botschafter Emanuele Grazzi das Wohnhaus von Metaxas im Athener Vorort Kifissia auf. Ein Leibwächter öffnete und ließ den Botschafter ohne dessen Begleitung in das Haus, Metaxas empfing den Botschafter im Morgenmantel und in Hausschuhen, er bat ihn ins Wohnzimmer.
Der Botschafter überreichte ein Telegramm, das ihm seine Regierung zugesandt hatte. Es beinhaltete die Forderungen, dass Griechenland den Achsenmächten erlauben sollte, griechisches Territorium zu betreten und nicht näher spezifizierte „strategisch wichtige Punkte“ zu besetzen, eine Ablehnung dieser Forderung würde ab 6:00 Uhr mit Krieg beantwortet werden.
Wenngleich Metaxas seine Tränen kaum halten konnte, blieben seine Worte sehr sachlich: „Sowohl die Sache, als auch die Art und Weise, sehe ich als Kriegserklärung Italiens.“ Wie Grazzi in seinen Erinnerungen schreibt, lautete Metaxas’ wörtliche, auf Französisch formulierte Antwort „Alors, c’est la guerre“ („Nun, dann ist Krieg“). Grazzi erwiderte daraufhin „Pas nécessaire, mon excellence“ („Nicht notwendigerweise, Exzellenz“), woraufhin Metaxas entgegnete „Non, c’est nécessaire“ (etwa: „Doch, es ist notwendig“). Aufgrund seiner Herkunft von den Ionischen Inseln hegte Metaxas Sympathien für Italien und galt als Freund Deutschlands (wenngleich nicht zwingend der Nationalsozialisten), das Ultimatum traf ihn daher auch persönlich.
Als Antwort auf Metaxas’ Ablehnung marschierten italienische Truppen von Albanien aus – einem damals italienischen „Protektorat“ – schon um 5:30 Uhr in Nordgriechenland ein. Damit war Griechenland als kriegführende Partei in den Zweiten Weltkrieg eingetreten. Am Vormittag des 28. Oktober gingen große Teile der griechischen Bevölkerung ungeachtet der eigenen politischen Orientierung auf die Straße, um ihren Protest gegen den italienischen Einmarsch zu bekunden.

## Begriff
Titelseite der Zeitung Ellinikon Mellon vom 30. Oktober 1940; links ist in Großbuchstaben «ΟΧΙ!» („OCHI!“) zu lesen.

Link zum Bild

Das Gespräch zwischen Metaxas und Grazzi gab die Tageszeitung Ellinikon Mellon in ihrer Ausgabe vom 30. Oktober 1940 in der Schlagzeile verkürzt als „Ochi“ wieder, dies trug wesentlich zur Verbreitung dieser Verkürzung bei.

## Folgen und Bedeutung
Die kleine griechische Armee schlug den zahlenmäßig weit überlegenen, aber schlecht organisierten und unmotivierten Gegner zurück und marschierte bis zum Nordepirus. Statt eines „Spaziergangs nach Athen“ (wie Mussolini auf einer Besprechung in Florenz den Angriff genannt hatte) zum Jubiläum des Marsches auf Rom mussten die Achsenmächte ihre erste Niederlage kassieren, die auch die erste in der fast 20-jährigen Erfolgsgeschichte des Faschismus in Europa war. Hohn und Spott waren die Reaktion der Presse in England und den USA. Auch die benachbarte Türkei gratulierte.
Trotz der positiven Resonanz blieb eine größere Unterstützung der freien Welt aus. Winston Churchill bot im Januar 1941 Metaxas die Entsendung von zwei Divisionen und einer Panzerbrigade an. Dies hätte kaum einen deutschen Angriff aufhalten können, so dass Metaxas ablehnte und auf eine zukünftige Einigung oder eine Milde Berlins hoffte.
Hitler, der mitten in der Planung eines Krieges gegen die Sowjetunion war, sah Mussolinis Unternehmung als Schwächung der Achse und tadelte ihn, der sich bei seinem Schwiegersohn beklagte, dass Hitler ihm mit dem Lineal auf die Finger geklopft hätte.
Im April 1941 startete Hitler den Balkanfeldzug gegen Griechenland, der im Mai 1941 mit der Eroberung Kretas endete. Hitler beauftragte die Durchführung der Kapitulation „ohne Mitteilung an Italien“, um möglicherweise Mussolini einen Denkzettel für den gescheiterten Angriff auf Griechenland zu geben. Diese Schmach ließ Mussolini auf sich beruhen, forderte von seinem Verbündeten jedoch die Inszenierung einer zweiten Kapitulation Griechenlands vor seinen Truppen. Da Hitler auf Mussolini angewiesen war, kam er diesem Wunsch nach. Der geplante Überfall auf die Sowjetunion („Unternehmen Barbarossa“) verzögerte sich und rückte jahreszeitlich in eine schlechtere Ausgangsposition.

## Der Jahrestag

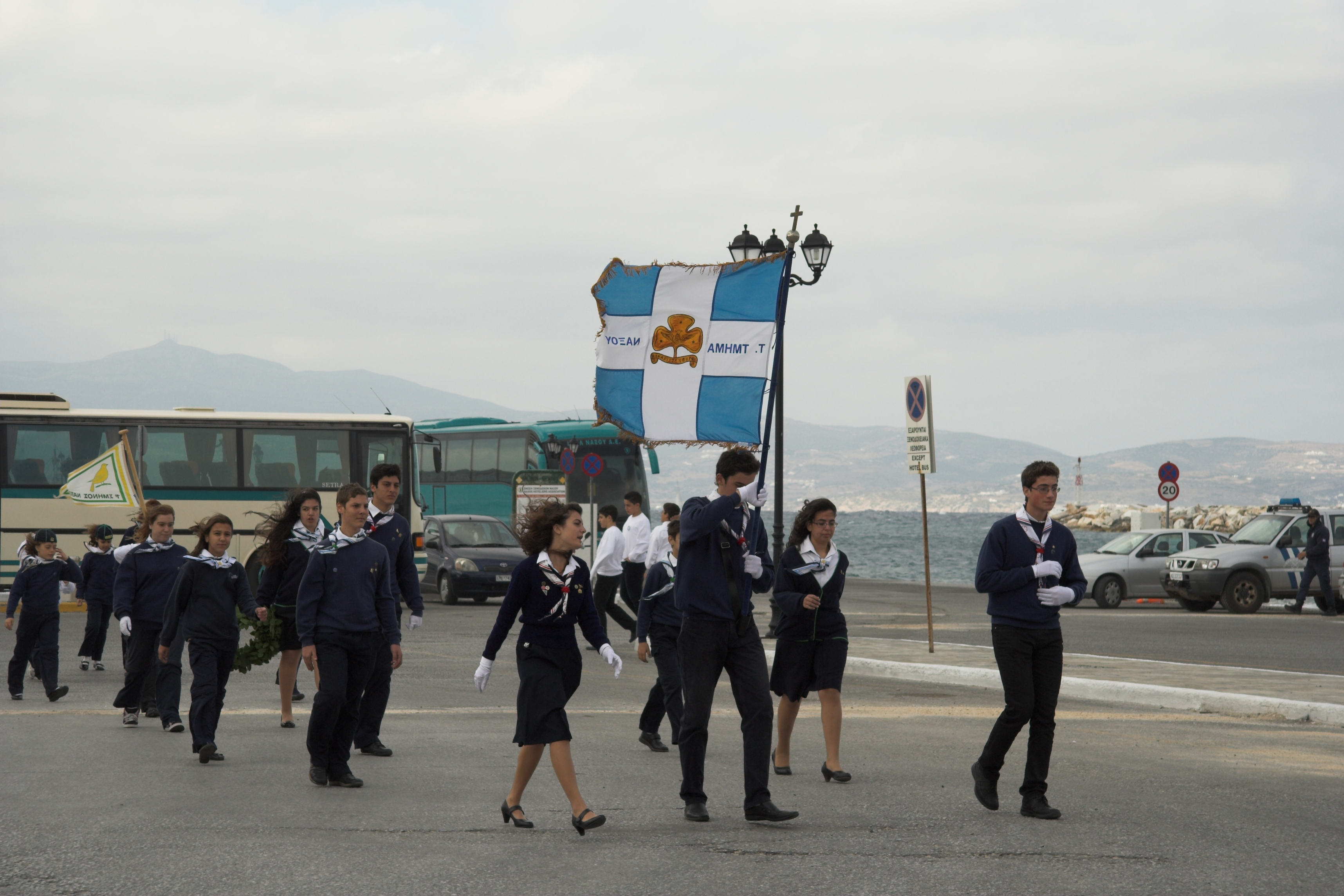
Umzug anlässlich des Ochi-Tages 2009 auf Naxos

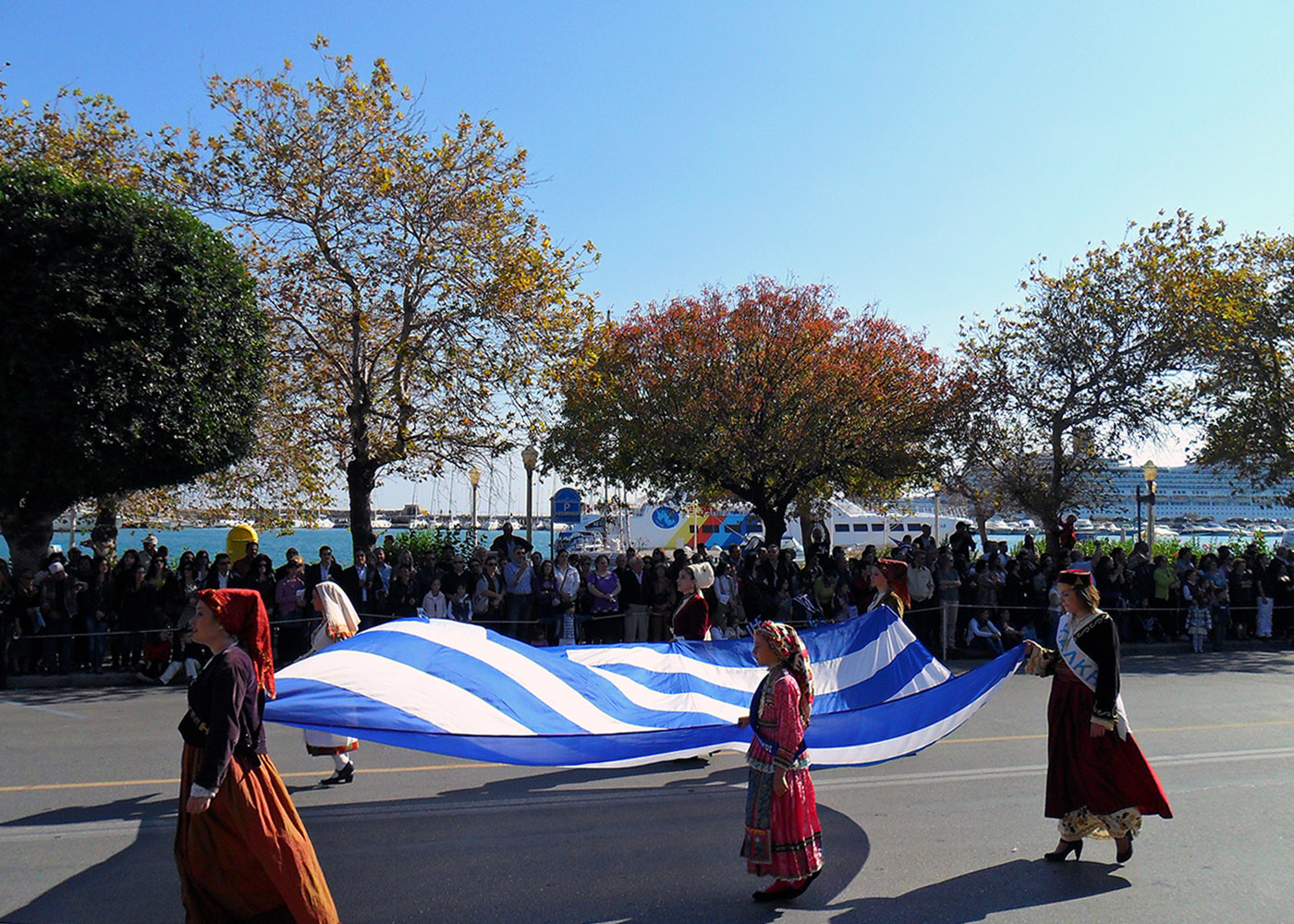
Umzug anlässlich des Ochi-Tages 2011 in Rhodos-Stadt

Ohne amtliche Genehmigung wurde auf Initiative von Mitarbeitern der Griechischen Nationalbank am 28. Oktober 1943 vor deren Hauptsitz eine Gedenkfeier veranstaltet. Wehrmachtssoldaten, welche die Veranstaltung mitbekamen, zwangen die Demonstranten unter Waffengewalt, die Hände bis zum Abend hoch zu halten. Anschließend wurden ca. 20 Personen verhaftet und in Konzentrationslager geschickt, von denen einige nie zurückkehrten.
Während des Krieges wurde von Gemeinschaften der Griechischen Diaspora in der ganzen Welt jährlich am 28. Oktober des Jahrestags des „Ochi“ gedacht. Bis heute werden, besonders in den USA, Veranstaltungen mit griechischem Kontext in zeitlicher Nähe zu diesem Termin gelegt, als „Greek Heritage Night“ in diversen Sportligen, so etwa als Eishockey-Heimspiel der Chicago Blackhawks am 20. Oktober 2019. Die Washington OXI-DAY Foundation vergibt zum Jahrestag einen mit 5000 USD dotierten Preis.
In Griechenland selbst wurde nach dem Zweiten Weltkrieg der Jahrestag zum öffentlichen Feiertag erklärt. Bis zum Ende der Militärjunta 1974 war das Beflaggen von privaten Gebäuden Pflicht, heute nur noch von öffentlichen Gebäuden und bestimmten Denkmälern.
Er ist nach dem 25. März, der an die Befreiung Griechenlands von der osmanischen Herrschaft erinnert, der zweitwichtigste weltliche Feiertag. An diesem Tag der mit der Familie begangen wird, werden Militärparaden sowie Schüler- und Studentenumzüge organisiert. Fahnenträger ist meist der Schulbeste oder ein verdienter Schüler. An den Umzügen nehmen Veteranen, Mitarbeiter des Roten Kreuzes, Pfadfinder und Menschen mit Behinderungen teil. 